# Маракеш еПри
Маракеш еПри е кръг от шампионата за болиди с електрическо задвижване Формула Е под егидата на ФИА.
Провежда се от сезон 2016/17 на първенството всяка година на пистата Мулай Ел Хасан, разположена на улиците на Маракеш, Мароко.

## История
„Формула Е“ чрез кръга „Маракеш еПри“ стъпва за първи път на африканския континент. Дебютният старт е насрочен да съвпадне с провеждащата се в града Световна конференция за климата на ООН.

## Писта
Пистата Мулай Ел Хасан е дълга 3 км и има 14 завоя. Разположена е в близост до ботаническата градина Агдал и недалеч от кралския дворец. Кръстена е на мароканския престолонаследник.

## Спонсори
- 2016: няма – ФИА Формула Е Маракеш еПри 2016

## Победители
| Година | Победител       | Отбор       | Време (Об.)    | Най-бърза обиколка | Пол позишън       | Дата       | Доклад |
| ------ | --------------- | ----------- | -------------- | ------------------ | ----------------- | ---------- | ------ |
| 2016   | Себастиен Буеми | Рено е.дамс | 47:40.840 (33) | Лоик Дювал         | Феликс Розенквист | 12 ноември | Доклад |

## Статистика

### Победи

#### Пилоти
| Победи | Пилот           | Постигнати |
| ------ | --------------- | ---------- |
| 1      | Себастиен Буеми | 2016       |

#### Отбори
| Победи | Отбор       | Постигнати |
| ------ | ----------- | ---------- |
| 1      | е.дамс-Рено | 2016       |

#### Националност на пилотите
| Победи | Страна    | Постигнати | Пилоти |
| ------ | --------- | ---------- | ------ |
| 1      | Швейцария | 2016       | 1      |

### Пол позиции

#### Пилоти
| ПП | Пилот             | Постигнати |
| -- | ----------------- | ---------- |
| 1  | Феликс Розенквист | 2016       |

#### Отбори
| ПП | Отбор            | Постигнати |
| -- | ---------------- | ---------- |
| 1  | Махиндра Рейсинг | 2016       |

#### Националност на пилотите
| ПП | Страна | Постигнати | Пилоти |
| -- | ------ | ---------- | ------ |
| 1  | Швеция | 2016       | 1      |

### Най-бърза обиколка

#### Пилоти
| НОБ | Пилот      | Постигнати |
| --- | ---------- | ---------- |
| 1   | Лоик Дювал | 2016       |

#### Отбори
| НОБ | Отбор          | Постигнати |
| --- | -------------- | ---------- |
| 1   | Драгън Рейсинг | 2016       |

#### Националност на пилотите
| ПП | Страна  | Постигнати | Пилоти |
| -- | ------- | ---------- | ------ |
| 1  | Франция | 2016       | 1      |